# حارة الرباش (دار سعد)
حارة الرباش هي إحدى حارات حي 7 أكتوبر الواقع بمديرية دار سعد التابعة لمحافظة عدن، بلغ تعداد سكانها 5253 نسمة حسب تعداد اليمن لعام 2004.